# Hugues de Grandmesnil
Hugues de Grandmesnil (1032 — 22 février 1098), seigneur de Grandmesnil, est l'un des vingt compagnons connus de Guillaume le Conquérant à la bataille de Hastings. Il participe à la conquête de l'Angleterre en 1066, et est appointé shérif du Leicestershire et constable de Leicester.
Il était le fils de Robert de Grandmesnil († vers 1036), seigneur de Grandmesnil, et d'Hawise, fille de Giroie. Avant 1060, il épouse Alice (Adelize) de Beaumont († 1091), fille d'Yves, comte de Beaumont-sur-Oise, femme d'une grande beauté, selon Orderic Vital. Ils ont dix enfants (voir plus bas).

## Biographie

### Avant la conquête
Vers 1035-1040, son père, de concert avec Roger de Tosny, combat Roger de Beaumont, lors des troubles qui agitent la minorité du jeune duc de Normandie Guillaume le Bâtard (plus tard Le Conquérant). Robert reçoit une blessure aux entrailles qui le fait mourir trois semaines plus tard. Auparavant, après avoir distribué ses terres à parts égales à ses fils Robert et Hugues, il se fait moine à l'Ouche, pour y finir ses jours. Son fils Robert, marqué par l'événement, suit la même voie. Vers 1050, leur oncle Guillaume Giroie, seigneur de Montreuil et d'Échauffour, supplicié par Guillaume II Talvas, les convainc, lui et son neveu, de restaurer le monastère de Saint-Évroult d'Ouche, dont Robert deviendra l'abbé en 1059.
En 1048, Hugues vient à l'aide d'Yves de Bellême, l'évêque de Sées, pour libérer la cathédrale de Sées, envahie par une bande de pillards qui y ont établi leur quartier général. Avec quelques autres, ils assaillent les intrus et décident de mettre le feu à la tour dans laquelle les pillards sont retranchés. Malheureusement, le feu se propage, et la cathédrale est brulée. Quand en 1049, le prélat assiste au concile de Reims, le pape Léon IX s'en prend violemment à Yves et le contraint, en pénitence, à restaurer la cathédrale incendiée de son fait.
Après la bataille de Mortemer, en 1054, le duc Guillaume le Bâtard reprend pied dans le pays de Bray. Il expulse Geoffroy, l'héritier du château de Neuf-Marché, pour le confier conjointement à Hugues de Grandmesnil et à Gérold, son sénéchal. Ce fort qui est situé au bord de l'Epte, à la frontière du duché de Normandie, est donc une marche du Beauvaisis. Hugues s'y installe pour combattre les raids des chevaliers du Beauvaisis qui ravagent cette frontière du duché, après l'échec d'autres barons normands. Il réussit en une année à capturer les deux principaux seigneurs de Beauvaisis et à rétablir l'ordre dans la région.
Au début des années 1060, le duc, excédé par les incessants conflits entre certains barons, le dépouille arbitrairement et le force à s'exiler avec d'autres. Orderic Vital accuse le couple Roger II de Montgommery et Mabile de Bellême d'être les instigateurs de la réaction du duc.
Au printemps 1062, sollicité par les seigneurs de Montfort et de Breteuil, le duc se résout à rappeler les bannis, un conflit contre les Bretons et les Manceaux venant de débuter. Il leur restitue leurs patrimoines, et Hugues retrouve Neuf-Marché.

### Après la conquête
Il participe à la conquête de l'Angleterre en 1066, et combat à la bataille d'Hastings. Dans le Domesday Book, il apparaît comme le plus grand propriétaire terrien du Leicestershire. Il possède un nombre considérable d'autres terres dans d'autres comtés. Il est mentionné comme conseiller des corégents du Royaume d'Angleterre, Odon de Bayeux et Guillaume FitzOsbern, pendant le retour du roi Guillaume en Normandie en 1067. Avant 1086, il est appointé shérif du Leicestershire et constable de Leicester. À la compilation du Domesday Book en 1086, il possède de vastes domaines dans le Leicestershire, Nottinghamshire, Hertfordshire, Northamptonshire, Gloucestershire, Warwickshire, et Suffolk.
À cette époque, les barons sont confrontés à un problème domestique qui nuit à l'équilibre du royaume. Les épouses des guerriers, restées en Normandie et délaissées depuis deux ans, se plaignent auprès de leurs maris de leur solitude et de leur vide affectif. Orderic Vital résume ainsi le dilemme de ces chevaliers : « Que feraient ces honorables athlètes si leurs femmes, entraînées par le libertinage, allaient souiller par l'adultère le lit conjugal et marquer leur lignée de la tache ineffaçable de l'infamie ? ». Ainsi, Hugues, qui est responsable de Winchester et de sa région, et son beau-frère Onfroi du Tilleul, tenant du rape d'Hastings, quittent leurs possessions anglaises pour faire le voyage du retour. Orderic Vital écrit que les chevaliers qui désertèrent perdirent leurs biens anglais, mais cela ne semble pas être le cas de Hugues.
Ses deux fils Yves et Aubrey participent à la révolte de Robert Courteheuse contre son père Guillaume le Conquérant en 1078. Hugues fait partie de ceux qui parviennent à réconcilier le père et le fils en 1079. Bien qu'il participe à la rébellion de 1088 en faveur de Courteheuse contre son frère le roi Guillaume le Roux, il est pardonné et conserve ses domaines en Angleterre.
En 1090, la Normandie est en proie à des troubles depuis plusieurs années déjà. Les habitants de Rouen, soutenus par le nouveau roi d'Angleterre Guillaume II le Roux, se soulèvent contre son frère Robert Courteheuse, le duc de Normandie. Robert II de Bellême, un soutien du duc, entreprend une politique expansionniste, en construisant des forteresses sur des terres usurpées : (Fourches, près d'Argentan et Château-Gonthier dans le Canton d'Écouché, sur l'Orne[Quoi ?]). Ce mouvement inquiète les seigneurs voisins et, au premier chef, Hugues de Grandmesnil et Richard de Courcy, son allié. Ils entreprennent une guerre contre le seigneur de Bellême, avec leurs fils et leurs alliés, pour lutter contre sa tyrannie. De son côté, Robert II de Bellême, aidé par ses frères Roger et Arnauld, cherche à les anéantir et à dévaster leurs possessions. Les Grandmesnil sont bientôt rejoints par Matthieu, comte de Beaumont-sur-Oise, Guillaume II de Warenne et d'autres. Bellême, voyant qu'il ne pourrait les vaincre, force le duc de Normandie à l'aider. En janvier 1091, le duc met le siège devant Courcy. Malgré l'appui militaire du duc, toutes les tentatives de Robert de Bellême sont repoussées. Hugues de Grandmesnil envoie alors un message au duc, pour s'informer des raisons qui le pousse à agir contre lui, alors qu'il lui a toujours été fidèle, ainsi qu'à son père. Il lui offre 200 livres, lui demandant de s'éloigner une journée afin qu'il puisse en découdre avec le seigneur de Bellême. Mais, le 23 janvier, Guillaume le Roux débarque à l'est de la Normandie. Aussitôt, le duc épouvanté lève le siège et se retire. Les barons rentrent chez eux et le conflit est terminé ; le duc et son frère règleront leurs différends par le traité de Caen.
Au début de l'année 1098, Hugues, déjà très âgé, tombe malade en Angleterre. Il prend la robe monacale et meurt six jours plus tard. Deux prêtres ramènent son corps, conservé dans du sel et enfermé dans un linceul de cuir, en Normandie. Il est inhumé dans le chapitre de l'abbaye de Saint-Évroult. Hugues était l'un des derniers compagnons survivants de Guillaume le Conquérant.
Son fils Robert († 1126) hérite de ses possessions normandes et son fils Yves († 1102) de ses possessions anglaises. Yves engage ses terres auprès de son voisin, Robert Ier de Meulan, comte de Meulan, pour partir deux fois en Terre sainte, la première fois à l'occasion de la première croisade. Il meurt lors de son second voyage. Le comte Robert, de la famille de Beaumont, possède alors les trois quarts du comté de Leicester, ce qui lui permettra d'être créé comte de Leicester, en 1107. Les terres normandes des Grandmesnil reviendront aux Beaumont, lors du mariage entre Robert III de Beaumont et Pernelle, l'héritière des Grandmesnil, vers 1155.

## Mariage et descendance
Avant 1060, il épousa Alice (Adelize) de Beaumont († 1091), fille d'Yves, comte de Beaumont-sur-Oise, et de Judée. Ils eurent dix enfants :
1. Robert († 1126[24] ou 1136), hérita des possessions normandes de son père. Il survécut à tous ses frères et sœurs. Il épousa :
Agnès, sœur de Ranulf III le Meschin, 3e comte de Chester ;
puis Emma d'Estouteville, veuve d'Errand, seigneur d'Harcourt ;
enfin Lucy, fille de Savari Fitz Canu de Beaumont-sur-Sarthe;
2. Guillaume († avant 1114), épousa Mabile, fille de Robert Guiscard, duc d'Apulie. Guillaume le Conquérant lui avait promis sa nièce, fille de Robert de Mortain, mais il partit pour l'Apulie où il eut une carrière particulièrement réussie. Il fit partie de ceux qui lors de la première croisade s'échappèrent d'Antioche de crainte que les Turcs ne la reprennent, se couvrant de honte ;
3. Hugues, mort jeune ;
4. Yves († peu après 1102), épousa une fille de Gilbert de Ghent ;
5. Aubrey (Albéric) († peu après 1097), abandonna la vie cléricale pour se faire chevalier. Il accompagna son frère Guillaume à la première croisade, et avec lui, s'échappa d'Antioche;
6. Adeline († vers 1110), épousa Roger, seigneur d'Ivry ;
7. Hawise, décéda avant d'être mariée ;
8. Rohaise, épousa Robert de Courcy, fils de Richard de Courcy ;
9. Mathilde, épousa Hugues de Montpinçon, puis épousa un certain Matthieu avec lequel elle mourut en Terre sainte ;
10. Agnès, épousa Guillaume de Say ;

### Sources
- K. S. B. Keats-Rohan, « Grandmesnil, Hugh de (d. 1098) », dans Oxford Dictionary of National Biography, Oxford University Press, 2004. Accédé en novembre 2008.
- Orderic Vital, Histoire de la Normandie, éd. Guizot, 1826
- Guillaume de Jumièges, Histoire des ducs de Normandie, éd. Guizot, 1826, avec annotations d'Orderic Vital et Robert de Torigni
- Philippe Maurice, Guillaume le Conquérant, Éd. Flammarion, 2002,  (ISBN 2-08-068068-4)
- Seigneurs de Grandmesnil
- Hugues de Grandmesnil dans le Domesday Book